# Comedian (Maurizio Cattelan)
Pour les articles homonymes, voir Comedian.
 (octobre 2024).
Si vous disposez d'ouvrages ou d'articles de référence ou si vous connaissez des sites web de qualité traitant du thème abordé ici, merci de compléter l'article en donnant les références utiles à sa vérifiabilité et en les liant à la section « Notes et références ».

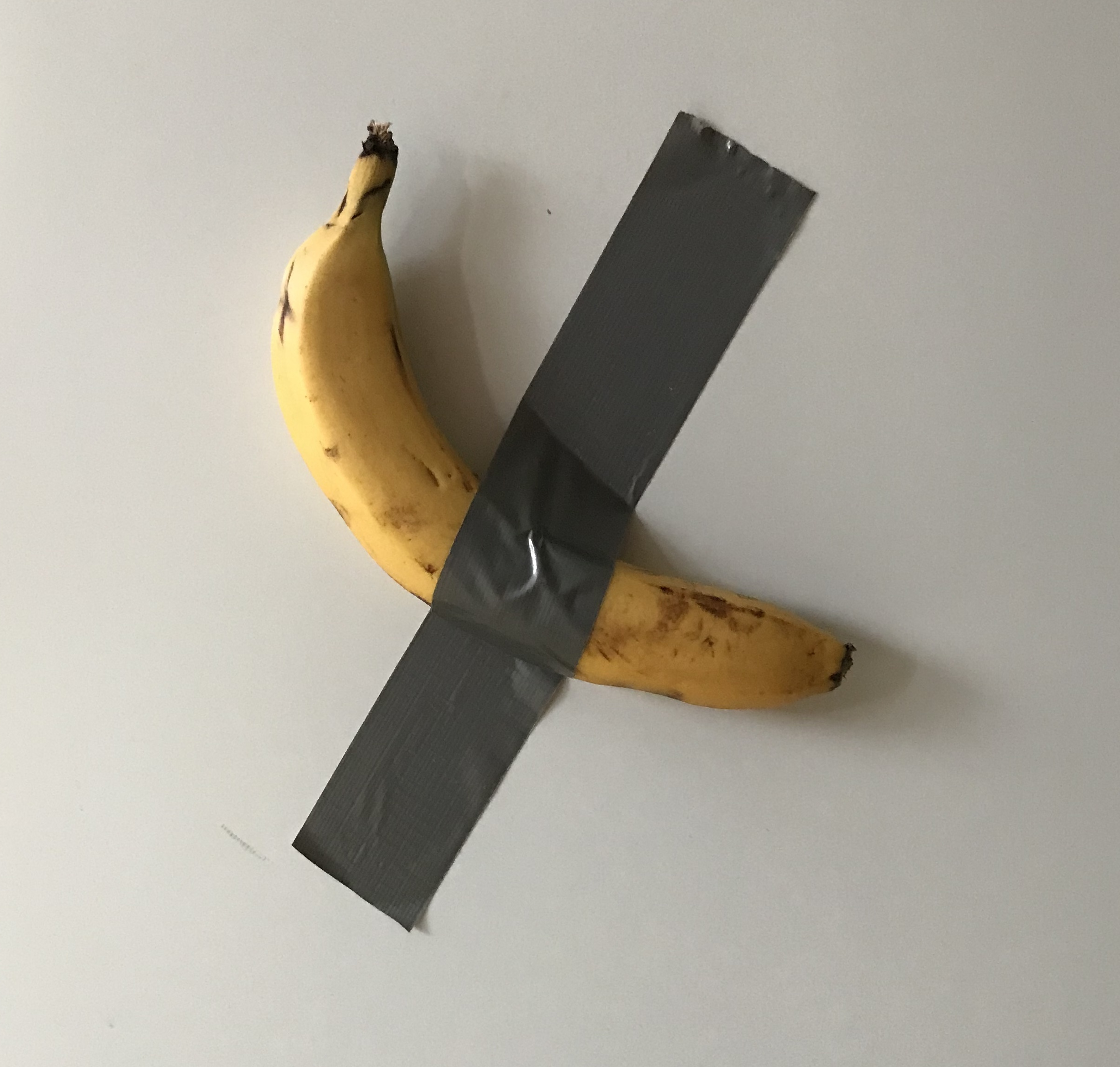
Photographie de Comedian.

Comedian est une œuvre réalisée par l'artiste italien Maurizio Cattelan en 2019. Elle représente une banane scotchée sur un mur blanc.

## Contexte
Comedian est une œuvre réalisée par un artiste, sculpteur et graveur italien et exposée en 2019. Né le 21 septembre 1960, Maurizio Cattelan connaît un succès important en raison de ses expositions scandaleuses au début des années 2000. Il est notamment connu pour des œuvres comme La Nona Ora ou Him. Comedian représente une banane scotchée à un mur que Maurizio Cattelan a offert à l'exposition d'art contemporain Art Basel à Miami Beach, aux États-Unis. La particularité de cette œuvre est sa valeur symbolique. En effet, l'artiste italien avait pour habitude de scotcher une banane au mur de son hôtel lors de ses passages à Miami afin de trouver l'inspiration pour ses prochaines œuvres d'art. En remerciement à la ville, Cattelan a donc décidé d'offrir une installation à l'un des plus grands musées d'art contemporain de la ville en décembre 2019. Présentée à Art Basel Miami par la Galerie Perrotin en 2018, cette œuvre reproduite au nombre de 3 exemplaires et 2 épreuves d'artiste, a été vendue entre 120 000 et 150 000 dollars successivement à un collectionneur français, et deux collectionneurs américains, dont l'un en fit don au Guggenheim Museum de New York. Le public s'est tout de suite précipité pour admirer cette œuvre qui a suscité des commentaires controversés.
La banane étant périssable, Maurizio Cattelan fournit aux acquéreurs de l’œuvre le mode d’emploi pour la remplacer. Elle doit se situer à 1,72 mètre du sol et être inclinée de 37 degrés.

## Réaction médiatique
La réaction des médias vis-à-vis de l’œuvre de l'artiste italien, notamment de la presse spécialisée, a été une occasion de critiquer l'art contemporain. Les critiques y ont trouvé un moyen de dénoncer la somme astronomique déboursée par le galeriste français Emmanuel Perrotin. Elle a été présentée à l'exposition d'art contemporain Art Basel à Miami Beach. La presse s'est aussi intéressée à l’œuvre à la suite de la performance artistique de David Datuna intitulé « Hungry Artist » (« Artiste affamé » ou « Artiste ayant faim ») qui a décroché la banane du mur avant de manger le fruit exposé. Cette performance a renforcé la popularité de cette œuvre. Pour la majorité des critiques, comme celle de Jason Fargo, célèbre critique artistique du New York Times a notamment exprimé son avis sur l’œuvre de Cattelan. « C'est une banane et un morceau de ruban adhésif, et c'est une différence significative » explique-t-il avant de rajouter : « Comedian est une sculpture qui perpétue le recours de M.Cattelan à la suspension depuis des décennies pour faire paraître l'évidence ridicule et pour dégonfler et vaincre les prétentions de l'art antérieur ». D'autres critiques d'art, tel Sebastian Smee, a écrit dans le Washington Post : « Non ! Bien sûr, ce n'est pas de l'art. Quiconque pense qu'une banane collée sur un mur – ou un urinoir placé dans une galerie ou un ensemble d'instructions écrites ou un requin conservé dans du formaldéhyde – toute personne qui pense que tout cela pourrait être de l'art doit être fou. Ou un escroc. Ils commettent une fraude géante » écrit-il avant de prendre la défense de l'artiste italien. La banane aura donc suscité de nombreuses réactions aux États-Unis auprès de la presse spécialisée mais aussi dans la presse nationale et internationale.

## Réaction du public
Si la presse spécialisée a longuement débattu de l'œuvre, le public, lui, a tout simplement été fasciné par l'aura médiatique de cette banane. En effet, à l’époque de l'exposition, une foule s'est déplacée dans l'unique but de photographier le fruit exposé. Une fois la banane ingurgitée par l'artiste bulgare Datuna, la popularité de cette banane a explosé, notamment sur les réseaux sociaux, où sont apparus de nombreux détournements parodiques de la banane en seulement quelques heures. Cette parodie a été utilisée par certaines marques de restauration, des supermarchés et des mouvements de contestation comme les agents d'entretien de la ville de Miami qui ont utilisé le symbole qu'est devenue cette banane pour dénoncer leurs bas salaires.
Le 12 juillet 2025, alors que l'œuvre était exposée au Centre Pompidou-Metz, un visiteur a décroché, épluche et mange une partie de la banane. Le musée a saisit l'occasion pour rappeler que le fruit n'est qu'un élément périssable de l'oeuvre et est régulièrement remplacé selon un protocole écrit par l'artiste. Celui-ci a réagi dans le même sens, disant regretter que le visiteur "confonde de le fruit avec l'oeuvre elle-même".

## Vente aux enchères
En 2024, Comedian est estimée entre 1 et 1,5 million de dollars. Elle est mise en vente chez Sotheby's, à New York, le 20 novembre et achetée à 6,2 millions de dollars avec les frais. L'acheteur, Justin Sun, mange la banane en public quelques jours plus tard à l'hôtel Peninsula de Hong-Kong.